# Пехк, Яан
Яан Пехк (эст. Jaan Pehk; род. 13 июня 1975, Паливере), известный также под псевдонимом Orelipoiss — эстонский певец, гитарист, автор песен.
Пехк состоит в Ассоциации молодых авторов в Тарту и Союзе писателей Эстонии.

## Дискография

### Сотрудничество
Claire’s Birthday
- Venus (2000)
- City Loves (2001)
- Future Is Now (2003)

Koer
- Pure (2004)

Köök
- Telegramm (2006)

Orelipoiss
- Ma olen terve (2004)
- Vana mees (2004)
- Naisi (2005)
- Üheksakümmendüheksa (2007)
- Õnn (2010)
- Sünnipäev (2018)